# Герберт Венер
Герберт Ріхард Венер (нім. Herbert Richard Wehner; 11 липня 1906, Дрезден — 19 січня 1990, Бонн) — німецький політик, член КПН і СДПН. У 1949—1983 роках депутат бундестагу. У 1966—1969 роках федеральний міністр внутрішньонімецьких відносин. У 1969—1983 роках очолював фракцію СДПН у бундестазі.

## Біографія
Народився в родині шевця та швачки. Його батько брав участь в Першій світовій війні і підтримував стосунки з ветеранами, які дотримувалися соціалістичних і комуністичних поглядів. В молодості був пов'язаний з анархо-синдикалістськими колами навколо Еріха Мюзама.
1927 року вступив у Комуністичну партію Німеччини і був обраний депутатом земельного парламенту Саксонії. Після приходу до влади нацистів емігрував в Радянський Союз і в 1935—1941 роках проживав у Москві в готелі «Люкс». В еміграції увійшов до складу Центрального комітету КПН. Йому вдалося врятувати собі життя під час репресій 30-х років за рахунок доносів на інших німецьких комуністів (Гуго Еберлейн та інших). 1941 року був скерований у нейтральну Швецію, щоб очолити комуністичний опір нацистському режиму в Німеччині. 1942 року був заарештований і дізнався про закінчення війни в шведській в'язниці. За ухилення від виконання партійного завдання виключений з лав партії.
1946 року переїхав у Гамбург і став одним з лідерів Соціал-демократичної партії Німеччини, помічником Курта Шумахера. Через своє небездоганне минуле залишався на других ролях, займаючи посади заступника голови партії або голови фракції в бундестазі. Перебуваючи на організаційних посадах, він хоча і не відразу, але підтримав зміни в партії, заявлені в Годесбергській програмі.
Ім'я Венера стояло в «ліквідаційному списку» антикомуністичної організації Союз німецької молоді.

## Публікації
- Rosen und Disteln — Zeugnisse vom Ringen um Hamburgs Verfassung und Deutschlands Erneuerung in den Jahren 1848/49, Verlag Christen & Co., Hamburg, 1948.
- Unsere Nation in der demokratischen Bewährung; in: Jugend, Demokratie, Nation, Bonn, 1967, S. 19 bis 32.
- Bundestagsreden, mit einem Vorwort von Willy Brandt, 3. A., Bonn 1970
- Bundestagsreden und Zeitdokumente, Vorwort Bundeskanzler Helmut Schmidt, Bonn 1978
- Wandel und Bewährung. Ausgewählte Reden und Schriften 1930/1980 (hrsg. von Gerhard Jahn, Einleitung von Günter Gaus), Frankfurt / M. 1981, ISBN 3-550-07251-1.
- Zeugnis (hrsg. Von Gerhard Jahn), Köln: Kiepenheuer & Witsch 1982, ISBN 3-462-01498-6.
- Selbstbestimmung und Selbstkritik. Erfahrungen und Gedanken eines Deutschen. Aufgeschrieben im Winter 1942/43 in der Haft in Schweden (hrsg. von August H. Leugers-Scherzberg, Geleitwort Greta Wehner), Köln: Kiepenheuer & Witsch 1994. ISBN 3-462-02340-3.
- Christentum und Demokratischer Sozialismus. Beiträge zu einer unbequemen Partnerschaft. Hrsg. Rüdiger Reitz, Dreisam Verlag Freiburg i. Br. 1985 ISBN 3-89125-220-X